# Xã Atlas, Michigan
Xã Atlas (tiếng Anh: Atlas Township) là một xã thuộc quận Genesee, tiểu bang Michigan, Hoa Kỳ. Năm 2010, dân số của xã này là 7.993 người.